# Teorema de Leray-Hirsch
En matemáticas, el teorema de Leray-Hirsch  es un resultado básico de la topología algebraica de haces de fibras. Lleva el nombre de Jean Leray y Guy Hirsch, quienes lo probaron de forma independiente a finales de la década de 1940. Puede considerarse como una generalización leve de la fórmula de Künneth, que calcula la cohomología de un espacio producto como un producto tensorial de las cohomologías de los factores directos. Es un caso muy especial de la secuencia espectral de Leray.

## Declaración

### Configuración
Dejar {\displaystyle \pi \colon E\longrightarrow B} ser un haz de fibras con fibra {\displaystyle F}. Supongamos que para cada grado {\displaystyle p}, el espacio vectorial racional de cohomología singular
{\displaystyle H^{p}(F)=H^{p}(F;\mathbb {Q} )}
es de dimensión finita, y que la inclusión
{\displaystyle \iota \colon F\longrightarrow E}
induce una sobreyección en cohomología racional
{\displaystyle \iota ^{*}\colon H^{*}(E)\longrightarrow H^{*}(F)}.
Considere una sección de esta sobreyección
{\displaystyle s\colon H^{*}(F)\longrightarrow H^{*}(E)},
por definición, este mapa satisface
{\displaystyle \iota ^{*}\circ s=\mathrm {Id} }.

### El isomorfismo de Leray-Hirsch
El teorema de Leray-Hirsch establece que el mapa lineal
{\displaystyle {\begin{array}{ccc}H^{*}(F)\otimes H^{*}(B)&\longrightarrow &H^{*}(E)\\\alpha \otimes \beta &\longmapsto &s(\alpha )\smallsmile \pi ^{*}(\beta )\end{array}}}
es un isomorfismo de {\displaystyle H^{*}(B)} -módulos.

### Declaración en coordenadas
En otras palabras, si por cada {\displaystyle p}, existen clases
{\displaystyle c_{1,p},\ldots ,c_{m_{p},p}\in H^{p}(E)}
que restringen, en cada fibra {\displaystyle F}, a una base de la cohomología en grado {\displaystyle p}, el mapa que se muestra a continuación es entonces un isomorfismo de {\displaystyle H^{*}(B)} módulos.
{\displaystyle {\begin{array}{ccc}H^{*}(F)\otimes H^{*}(B)&\longrightarrow &H^{*}(E)\\\sum _{i,j,k}a_{i,j,k}\iota ^{*}(c_{i,j})\otimes b_{k}&\longmapsto &\sum _{i,j,k}a_{i,j,k}c_{i,j}\wedge \pi ^{*}(b_{k})\end{array}}}
dónde {\displaystyle \{b_{k}\}} es una base para {\displaystyle H^{*}(B)} y, por lo tanto, induce una base {\displaystyle \{\iota ^{*}(c_{i,j})\otimes b_{k}\}} para {\displaystyle H^{*}(F)\otimes H^{*}(B).}